# Eugipiusz
Eugipiusz (zm. po 533) – pisarz wczesnochrześcijański, uczeń świętego Seweryna z Noricum.
Około 511 napisał Żywot św. Seweryna (Vita s. Severini). Zestawił również Wypisy z dzieł św. Augustyna (Excerpta ex operibus s. Augustini), bardzo popularne w średniowieczu. Eugipiusz ułożył także mniszą "Regułę" (Regula), która jest zbiorem różnych tekstów pochodzących ze wszystkich znanych mu "Reguł" zakonnych.
Zmarł pełniąc funkcję opata w klasztorze w Lucullanum niedaleko Neapolu.

## Wydania dzieł
- D. Eugyppii abbatis africani opera omnia sive thesaurus ex Sancti Augustini ... accessit vita S. Severini Noricorum apostoli cum epistola Eugyppii ad Paschasium diaconum, wydawca: Joannis Herold, w: Patrologia Latina 62, J. P. Migne (accurante). Paris 1848, kolumny 549-1200;
- Vita s. Severini, wydawca: P. Knöll, w: Corpus Scriptorum Ecclesiasticorum Latinorum, vol. 9/2, Wien 1886;
- Vita s. Severini, wydawca: T. R. Mommsen, w: Monumenta Germaniae Historica. Scriptores rerum Germanicarum, vol. 26, Berlin 1898;
- Vita s. Severini, wydawca: R. Noll, Berlin 1963.
- Eugippe, Vie de Saint Séverin, wydawca P. Régerat, w: Sources Chrétiennes 374, Paris 1991.
- Eugipiusz, Żywot św. Seweryna. Reguła, przeł. i opr. ks. Kazimierz Obrycki, w serii: „źródła monastyczne” nr 13, Wydawnictwo Benedyktynów, Tyniec-Kraków 1996. ISBN 83-85433-36-8
- Eugippio, Vita di Severino, Introduzione, traduzione e note a cura di Armando Genovese, Città Nuova, Roma 2007.
- Eugippio, La regola, introduzione, traduzione e note a cura di Bazyli Degórski e Luciana Mirri, Città Nuova, Roma 2005.
- Eugippio, Opere, Introduzione, traduzione e note a cura di Armando Genovese, Città Nuova, Roma-Aquileia 2012 (ISBN 978-88-311-9095-4).